# Le Livre de la Chasse

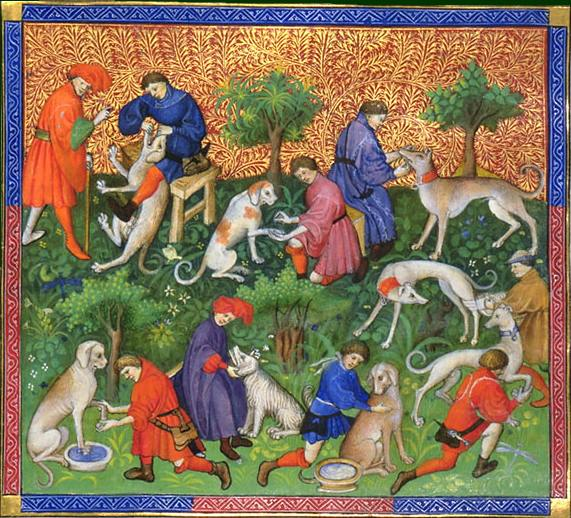
Eine Seite mit Miniatur aus dem Livre de la Chasse

Le Livre de la Chasse (französ.: Das Buch von der Jagd) schrieb ab dem 1. Mai 1387 der Graf von Foix und Vicomte von Béarn, Gaston Phoebus und widmete es 1389 dem Jagdgenossen Phillip dem Kühnen. Das Werk ist in 44 Abschriften überliefert, als die zwei herausragendsten gelten das der französischen Nationalbibliothek und dasjenige der Morgan Library.

## Entstehungsgeschichte
Nach dem tragischen Tod seines Sohnes zog sich der Autor auf sein Schloss Pau zurück. Hier schrieb er zunächst das Livre des Orasiones, ein Buch der Gebete, worin er Gott um Vergebung bittet. Es gilt als eines der schönsten Stundenbücher. Weitaus bekannter wurde jedoch sein zweites Werk Le Livre de la Chasse, das er in den Jahren 1387 bis 1389 verfasste und das um 1405 bis 1410 in Paris von Buchmalern in Abschriften angefertigt wurde.
In der Pariser Fassung beginnt die Handschrift mit einem Überblick über das jagdbare, genauer gesagt, das hetzbare Wild, beschreibt Charakter und Äsung der Tiere. Der nächste Teil befasst sich mit den Rassen, Krankheiten und Pflege der Hunde. Der dritte Teil schildert die Parforcejagd, das Aufbrechen des Wildes und den Gebrauch der Jagdhörner. Es beschreibt die Jagd und die dazugehörenden Tätigkeiten in allen Details und ist prachtvoll mit Miniaturen bemalt. Diese galten schon zur Zeit der Entstehung als Kunstwerke, vergleichbar etwa den um 1410 entstandenen Stundenbüchern des Herzog von Berry. Als passioniertem Jäger gelang es Gaston, seltene Tier-Beobachtungen zu beschreiben, daher wurde das Werk in Abschriften und Nachdrucken als Lehrbuch für das Waidwerk bis in die Neuzeit verwendet. Es enthält auch einen Abschnitt zur Falkenjagd, wenn auch nicht in der Ausführlichkeit des Falkenbuchs Friedrichs II.
Kollationierung: Gaston Phoebus (1331–1391), Le Livre de la Chasse, Handschrift mit 87 Miniaturen, Französisch, Frankreich, Paris, 1405–1410, 276 Seiten, 370 × 280 mm. Paris, Bibliothéque nationale, Ms. fr. 616.

## Die Handschrift der Morgan Library
Nach der Überlieferung ließ sie der Sohn Philipps des Kühnen, Johann Ohnefurcht, als Geschenk für Louis de Valois, duc d’Orléans anfertigen, der Auftrag wurde demnach vor dem 23. November 1407 gegeben. Nach dem Tod Louis’ gelangte sie wahrscheinlich an den Herzog der Bretagne, vermutlich Franz II., noch vor 1492 kam sie in den Besitz von Ferdinand und Isabella von Spanien. Isabella ließ durch den kastilischen Künstler Juan de Carrion ein prächtiges ganzseitiges Wappen exlibris einmalen. Die Handschrift kam 1928 durch den Antiquar A. S. W. Rosenbach zunächst an J. P. Morgan. Rosenbach hatte das Buch von Thomas Fenwick, Erbe von Sir Thomas Phillipps, doch es blieb bis 1943 unverkauft, bis es Rosenbach an Clara S. Peck verkaufte. Sie vermachte es 1983 der Morgan Library.
Kollationierung: Gaston Phoebus (1331–1391), Le Livre de la Chasse, Handschrift mit () Miniaturen, Französisch, Frankreich, Paris, ca. 1407, 15¼ × 11¼ Zoll (385 × 287 mm) Morgan Library & Museum, Signatur: MS M. 1044 (fol. 1v).

## Die Handschrift der französischen Nationalbibliothek
Die Handschrift trägt die Signatur Manuscript français 616  und enthält 87 Miniaturen, sie war einst im Besitz der Familie Poitier, deren Wappen eingefügt wurde (nach 1525). Vermutlich nach der Schlacht von Pavia kam sie in den Besitz des Bischofs von Trient, Bernhard von Cles, der sie Erzherzog Ferdinand schenkte. Dann erscheint sie erst wieder im Besitz Ludwig XIV., dieser gab sie wohl an seinen (unehelichen) Sohn, den Graf von Toulouse und Großjägermeister Louis-Alexandre de Bourbon. Dieser gab sie seinem Sohn Louis Jean Marie de Bourbon, duc de Penthièvre, von ihm kam sie in die Familie  Orléans. In der späteren Zeit war sie im Besitz Königs Louis-Philippe I., der sie im Louvre deponierte, doch oft nach Neuilly-sur-Seine mitnahm. In der Folge der Revolution von 1848 kam es zur Liquidation der Orléanschen Güter, wo der Direktor der französischen Nationalbibliothek, Joseph Naudet auf sie aufmerksam wurde und für die Bibliothek erhalten konnte.

## Faksimile
- Le livre de la chasse. Das Buch von der Jagd. Vollständige Faksimile-Ausgabe im Originalformat des manuscript français 616 der Bibliothèque Nationale, Paris. Kommentar Marcel Thomas und François Avril übersetzt von Eberhard König, Pierre Herzog von Brissac. Transkription: Robert und Andre Bossuat. (= Codices selecti, phototypice impressi, Bd. LIII). Faksimile u. Kommentar in 2 Bänden. Graz, Akademische Druck- u. Verlagsanstalt, 1976, Fol. 138 num. Bll. mit 87 Miniaturen u. zahlr. Initialen (Faksimile) u. XVIII, 58 S. (Kommentar).
- Gaston Phoebus: Le Livre de la Chasse, Fackelverlag, Stuttgart. Kommentarband mit Beiträgen von Marcel Thomas, François Avril und Pierre Herzog von Brissac in Deutsch, mit zusätzlicher Übertragung ins Französische.
- Wilhelm Schlag (Hrsg.), Pierre Herzog von Brissac (Einleitung), Marcel Thomas (Kommentar): Das Jagdbuch des Mittelalters. Das Jagdbuch des Mittelalters: Ms. fr. 616 der Bibliotheque nationale in Paris., Reihe: Glanzlichter der Buchkunst 4, ADEVA Graz, 1994, ISBN 978-3-201-01612-4